# Stadtarchiv Celle

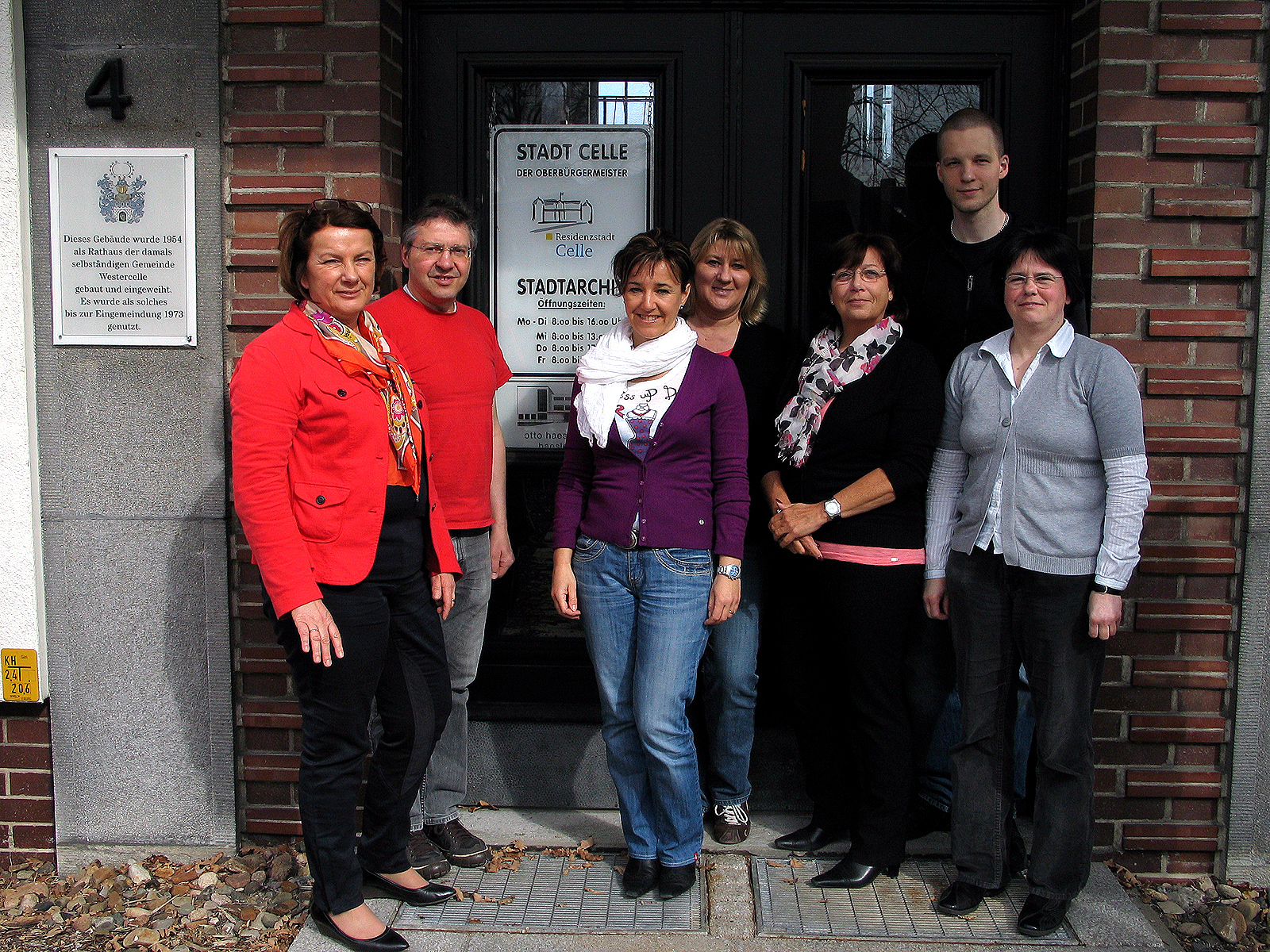
Das Team vom Stadtarchiv Celle, ganz links die Leiterin Sabine Maehnert;
2013 vor dem Hauseingang des Archivs

Das Stadtarchiv Celle ist das kommunale Archiv der Stadt Celle mit Dokumenten aus und zur Geschichte der ehemaligen Residenz- und heutigen Kreisstadt. Im ehemaligen Rathaus des heute eingemeindeten Ortes Westercelle unter der Adresse Westerceller Straße 4 finden sich – neben einem Lesesaal mit mehreren Arbeitsplätzen sowie beispielsweise verschiedene Bibliotheks-Bestände.

## Bestände

### Archivalien
Das Celler Stadtarchiv hält rund 2000 Regalmeter an Archivalien der Stadtgeschichte ab dem 13. Jahrhundert bis zur Gegenwart vor; darunter
- die Urkunde zur Stadtgründung aus dem Jahr 1292;
- etwa 200 historische Karten und Pläne,
- Nachlässe beispielsweise der Trüller-Werke, der Neustädter Schule oder von Clemens Cassel;
- Dauerleihgaben wie zum Beispiel vom Waisenhaus Celle, dem Nachlass der Hanna Fueß, das Archiv der Freiwilligen Feuerwehr Celle, eine Sammlung Hermann Löns sowie der Nachlass von Carla Meyer-Rasch;
- Judaica;
- Adressbücher, Siegel, Fotografien, Filme und beispielsweise die Ausgaben der Celleschen Zeitung seit 1870;
- das Marienwerder Archiv[1]

### Bibliotheken
- Die Präsenzbibliothek umfasst rund 22.000 Bände.
- Eine eigenständige Abteilung ist die nach Albrecht Thaer benannte Bibliothek, die Werke der landwirtschaftlichen Literatur aus der Zeit von etwa 1750 bis 1860 umfasst.
- Zudem hält das Stadtarchiv Celle die Ausgaben von rund 50 aktuellen Zeitschriften von.
- Gemeinsam mit dem Bomann-Museum ist die Einrichtung seit dem Jahr 1954 Herausgeberin der Schriftenreihe des Bomann-Museums und des Stadtarchivs Celle.[1]

## Geschichte und Persönlichkeiten
Das Stadtarchiv Celle wurde zur Zeit der Weimarer Republik
- im Jahr 1928 durch Heinrich Pröve gegründet, den ersten Leiter der Archiveinrichtung. Seine Nachfolger waren
- ab 1930: Ewald Schrader,
- ab 1932: Wilhelm Marwedel,
- ab 1935: Otto von Boehn,
- ab 1952: Jürgen Ricklefs,
- ab 1974: Michael Guenter,
- ab 1994: Brigitte Streich,
- ab 2001: Mijndert Bertram,
- seit 2002: Sabine Maehnert.[1]